# Глуховеров, Юрий Петрович
Юрий Петрович Глуховеров (15 августа 1959) — советский и киргизский футболист, полузащитник.

## Биография
Начал взрослую карьеру в 1978 году в составе фрунзенской «Алги», играл за неё несколько сезонов в первой и второй лигах. Во время выступления клуба в первой лиге в 1979 году сыграл только 4 матча. В 1981 году не провёл ни одного матча за свой клуб и в ходе сезона был переведён во фрунзенский «Семетей». В 1982 году выступал в ошском «Алае». В 1983 году вернулся в ведущую команду республики и провёл полноценный сезон, сыграв 33 матча, однако после этого до распада СССР более не выступал в соревнованиях мастеров.
После образования независимого чемпионата Кыргызстана выступал в высшей лиге за бишкекский «Сельмашевец» и его преемник «Ротор», а также за «КВТ-Динамо» (Кара-Балта) и «Динамо» (Сокулук). Последние матчи на высшем уровне сыграл в 39-летнем возрасте. Всего в высшей лиге Кыргызстана провёл 116 матчей и забил 3 гола.
По состоянию на начало 2010-х годов проживал в Бишкеке.